# Arvigo
Arvigo est une localité et une ancienne commune suisse du canton des Grisons, située dans la région de Moesa.

## Monuments
Le noyau historique du hameau de Landarenca est reconnu comme bien culturel suisse d'importance nationale.

## Histoire
Le 1er janvier 2015, la commune a fusionné avec ses voisines de Braggio, Cauco et Selma au sein de la nouvelle commune de Calanca.